# 時裝表演

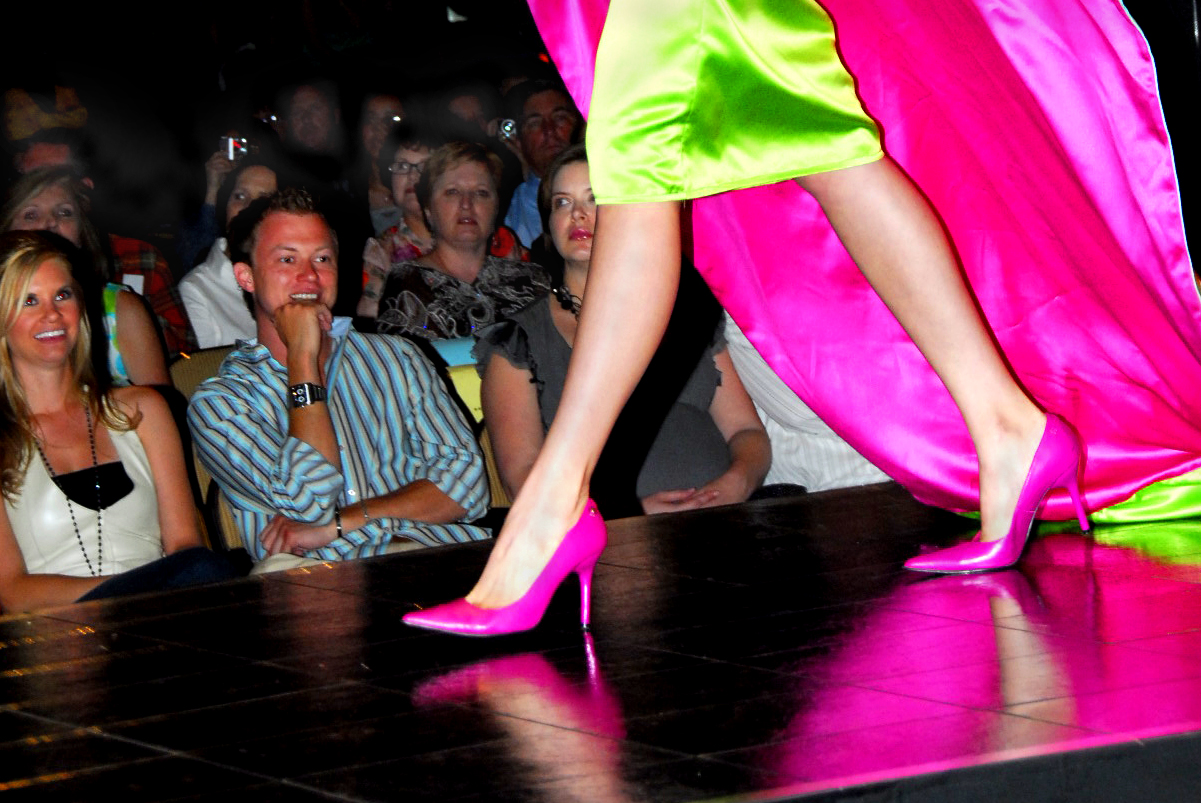
貓步

時裝表演（英語：Fashion show），又名时装秀、服装表演、走秀、花生秀、登台，是時尚服裝、產品形象的首次發佈會、記者招待會，目標觀眾包括傳媒工作者，例如時裝評論家、記者、專欄作家、未來的買家及消費者等。從事時裝表演的演藝人稱為模特兒。 
從項目管理而言，時裝表演這種表演藝術的工作安排也不少，時間表、模特兒選角、租場、合約、公共關係、新聞稿、貴賓名冊、邀請卡、化妝、道具、燈光、音響、音樂、天橋、舞台佈景、保安、保險、物流、大會官方攝影師及錄像等，還有事前工作會議、事後檢討會及慶功宴等。

## 服裝表演專業
在中華人民共和國，服裝表演也作爲部分院校的專業開設。女模特身高通常要求175 - 183cm，男模特身高通常要求180-188cm。通常要加以規範化的臺步和形体訓練，以適應t台模特的職業需要。

## 相關条目
- 時裝周
- 時裝設計師
- 時裝店
- 米蘭時裝週
- 貓步
- 全美超級模特兒新秀大賽